# Sulawesikoel
Sulawesikoel (Eudynamys melanorhynchus) är en fågel i familjen gökar inom ordningen gökfåglar.

## Utbredning och systematik
Sulawesikoel behandlas antingen som monotypisk eller delas in i två underarter med följande utbredning:
- Eudynamys melanorhynchus melanorhynchus – förekommer på Sulawesi
- Eudynamys melanorhynchus facialis – förekommer i Sulaöarna

## Status
IUCN betraktar den numera som underart till asiatisk koel (E. scolopaceus), varför den ej placeras i en hotkategori. 